# Нойбранденбургский династийный договор

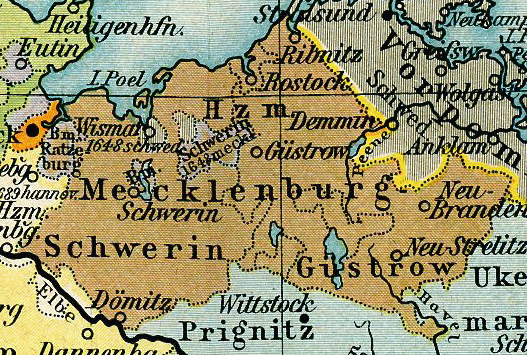
Меклденбург в 1648 году.

Нойбранденбургский династийный договор (ytv/ Neubrandenburger Hausvertrag) был заключён в 1520 году и регулировал формальное разделение герцогства Мекленбург после смерти мекленбургского герцога Магнуса II.

## История
С некоторыми перерывами после смерти Генриха IV в 1477 году существовал раздел Мекленбурга, но только в виде выделения амтеров в единоличное пользование и сохранением герцогства как единого целого. Суды (Hofgericht и Landgericht), папская консистория, Государственный сейм, пограничные споры, расходы на Reichskammergericht и т. д. также оставались общими заботами
Сыновья Магнуса II Генрих V и Альбрехт VII первоначально правили герцогством Мекленбург вместе, но позже Альбрехт высказался за раздел владений. Различия между двумя братьями существовали, например в отношении к Реформации. В то время как Генрих поддержал её, Альбрехт отверг её.
7 мая 1520 года было подписано соглашение о Нойбранденбургском доме. В династическом домашнем договоре было записано разделение власти на герцогства Мекленбург-Шверин и Мекленбург-Гюстров, которое закончилось только в 1621 году в ходе второго раздела.
Помимо епископств, соборных фондов и крупных монастырей, в объединённом правительстве остались двенадцать городов (Росток, Висмар, Пархим, Гюстров, Нойбранденбург, Шверин, Штернберг, Мальхин, Тетеров, Рёбель, Варен и Фридланд). С возобновлением договора от 22 декабря 1534 г. Вольдегк также перешел к совместно управляемым городам.
Это разделение власти не признавалось имперским или феодальным правом. Следовательно, оба регента продолжали использовать те же титулы, что и герцоги Мекленбургские. Для лучшего различия в разговорной речи к титулу добавлялись имена правителей.